# Liste der Bodendenkmäler in Vaterstetten
Auf dieser Seite sind die Bodendenkmäler in der oberbayerischen Gemeinde Vaterstetten zusammengestellt. Diese Tabelle ist eine Teilliste der Liste der Bodendenkmäler in Bayern. Grundlage ist die Bayerische Denkmalliste, die auf Basis des Bayerischen Denkmalschutzgesetzes vom 1. Oktober 1973 erstmals erstellt wurde und seither durch das Bayerische Landesamt für Denkmalpflege geführt wird. Die folgenden Angaben ersetzen nicht die rechtsverbindliche Auskunft der Denkmalschutzbehörde.

## Bodendenkmäler der Gemeinde Vaterstetten

### Bodendenkmäler in der Gemarkung Parsdorf
| Lage                | Objekt | Akten-Nr.     | Bild |
| ------------------- | --- | ------------- | ---- |
| Parsdorf (Standort) | Siedlung und verebnete Grabhügel vor- und frühgeschichtlicher Zeitstellung.                                                                                   | D-1-7836-0058 |      |
| Parsdorf (Standort) | Siedlung vorgeschichtlicher Zeitstellung, unter anderem des Neolithikums.                                                                                     | D-1-7836-0140 |      |
| Parsdorf (Standort) | Siedlung vorgeschichtlicher Zeitstellung. | D-1-7836-0141 |      |
| Parsdorf (Standort) | Siedlung und Bestattungsplatz mit Kreisgraben vor- und frühgeschichtlicher Zeitstellung.                                                                      | D-1-7836-0307 |      |
| Parsdorf (Standort) | Siedlung und Bestattungsplatz mit Kreisgraben vor- und frühgeschichtlicher Zeitstellung.                                                                      | D-1-7836-0308 |      |
| Parsdorf (Standort) | Siedlung vor- und frühgeschichtlicher Zeitstellung. | D-1-7836-0320 |      |
| Parsdorf (Standort) | Körpergräber des frühen Mittelalters. | D-1-7836-0490 |      |
| Parsdorf (Standort) | Verebnete Grabhügel vorgeschichtlicher Zeitstellung. | D-1-7836-0537 |      |
| Parsdorf (Standort) | Untertägige mittelalterliche und frühneuzeitliche Befunde im Bereich der Katholischen Filialkirche St. Nikolaus in Parsdorf und ihrer Vorgängerbauten.        | D-1-7836-0538 |      |
| Parsdorf (Standort) | Untertägige mittelalterliche und frühneuzeitliche Befunde im Bereich der Katholischen Filialkirche St. Korbinian in Baldham und ihrer Vorgängerbauten.        | D-1-7836-0540 |      |
| Parsdorf (Standort) | Untertägige mittelalterliche und frühneuzeitliche Befunde im Bereich der Katholischen Filialkirche St. Peter und Paul in Neufarn und ihrer Vorgängerbauten.   | D-1-7836-0543 |      |
| Parsdorf (Standort) | Untertägige mittelalterliche und frühneuzeitliche Befunde im Bereich der Katholischen Filialkirche St. Bartholomäus in Weissenfeld und ihrer Vorgängerbauten. | D-1-7836-0546 |      |
| Parsdorf (Standort) | Untertägige mittelalterliche und frühneuzeitliche Befunde im Bereich der Katholischen Filialkirche St. Pankratius in Vaterstetten.                            | D-1-7836-0548 |      |
| Parsdorf (Standort) | Erdstall des hohen Mittelalters. | D-1-7837-0040 |      |
| Parsdorf (Standort) | Verebnete Grabhügel vorgeschichtlicher Zeitstellung. | D-1-7837-0061 |      |
| Parsdorf (Standort) | Verebnete Grabhügel mit Kreisgraben vorgeschichtlicher Zeitstellung.                                                                                          | D-1-7837-0063 |      |
| Parsdorf (Standort) | Verebnete Grabhügel vorgeschichtlicher Zeitstellung. | D-1-7837-0082 |      |
| Parsdorf (Standort) | Siedlung vor- und frühgeschichtlicher Zeitstellung. | D-1-7837-0083 |      |
| Parsdorf (Standort) | Erdwerk vorgeschichtlicher Zeitstellung. | D-1-7837-0171 |      |
| Parsdorf (Standort) | Untertägige mittelalterliche und frühneuzeitliche Befunde im Bereich der Katholischen Filialkirche St. Laurentius in Purfing und ihrer Vorgängerbauten.       | D-1-7837-0172 |      |